# Blackburn Buccaneer
El Blackburn Buccaneer fue un avión de ataque británico que sirvió con la Royal Navy y la Royal Air Force. Estuvo en servicio operativo entre los años 1962 y 1994, en conflictos como la Guerra del Golfo de 1991 cuando se usó para marcar con láser objetivos y el bombardeo de una pequeña cantidad de bombas guiadas por láser. En 1978, tras la descomisión del HMS Ark Royal, el Buccaneer dejó de servir en el Arma Aérea de la Flota y fue transferido a la RAF. Los últimos escuadrones se retiraron en 1993.
Además del Reino Unido, Sudáfrica ha sido el otro operador del avión, donde estuvieron en servicio en la Fuerza Aérea de Sudáfrica entre 1965 y 1991.

## Historia y diseño
Diseñado por un equipo dirigido por B.P. Laight, el Blackburn B-103 Buccaneer ha demostrado ser un avión más valioso de lo que su fama puede sugerir. Desarrollado de acuerdo con la especificación NA 39 de Royal Navy (especificación M.148T del Ministerio de Suministros)redactada en 1953 para un cazabombardero embarcado con un radio de alcance de 430 millas náuticas y una velocidad de 1.120 km/h a nivel del mar y una carga de 1800 kg para armas, incluyendo nucleares. El diseño de Blackburn fue escogido y debido al secretismo, fue designado como BNA (Blackburn Naval Aircraft) o BANA (Blackburn Advanced Naval Aircraft) en los documentos.
El Buccaneer era un avión bimotor y biplaza, donde la tripulación se sentaba en tándem bajo una cubierta deslizante. Para alcanzar los requisitos de la especificación, el Buccaneer presentaba una serie de características novedosas en su diseño. El fuselaje utiliza la regla del área, que reducía la fricción a velocidades transónicas.

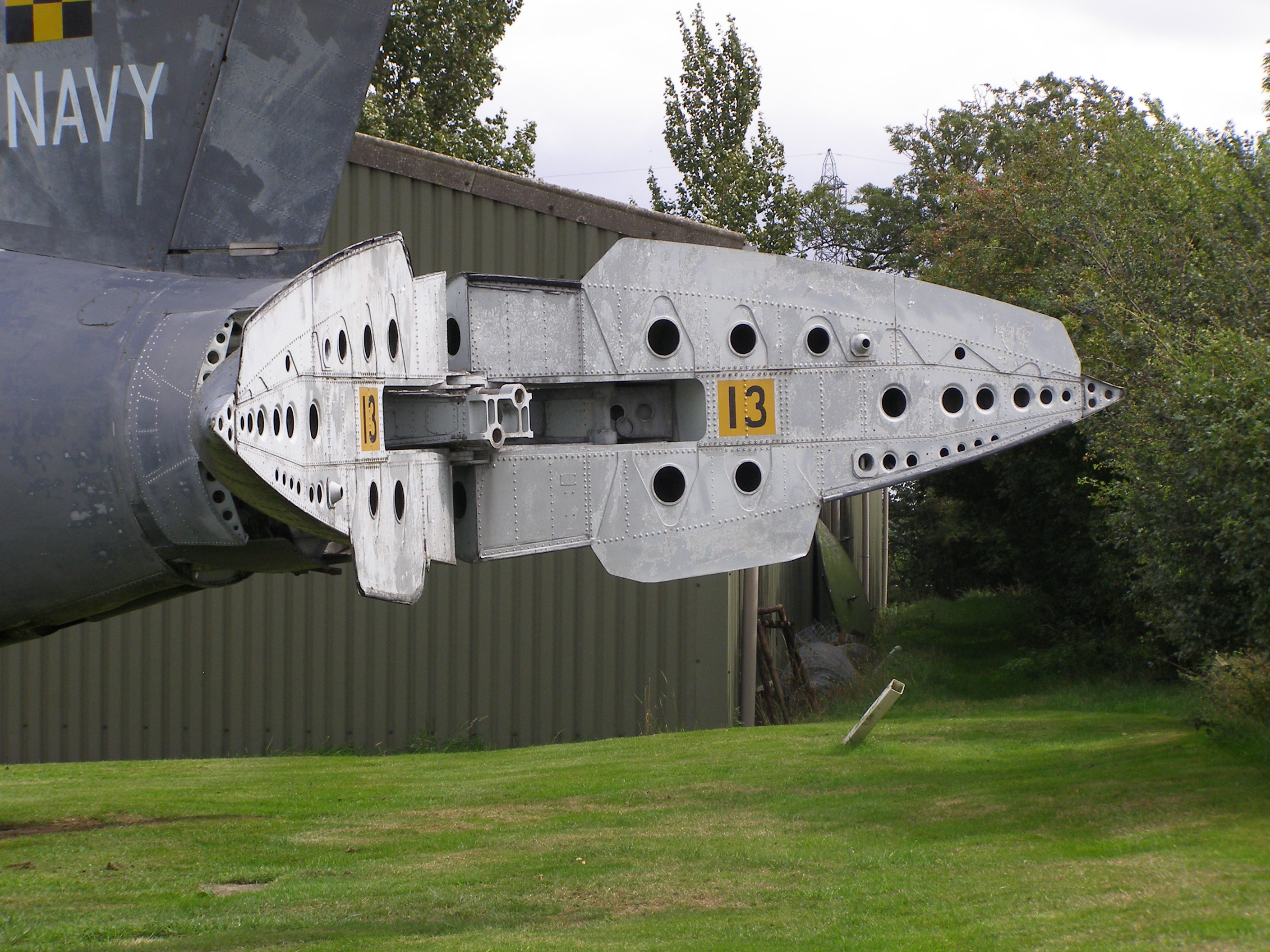
El aerofreno de cola de un Buccaneer.

Las alas de pequeñas dimensiones eran apropiadas para mantener un vuelo a alta velocidad a cotas bajas. Sin embargo, ese tipo de alas no generaba la sustentación esencial para las operaciones de despegue en cubierta. En consecuencia utilizaba flaps BLCS para absorber aire desde el compresor hacía el motor desde las aberturas de superficie. No obstante, esto también significaba que los motores debían funcionar a mayor potencia para un vuelo a velocidad baja. La solución de Blackburn para esta situación fue la incorporación de un aerofreno al avión. El cono de cola estaba formado por dos hojas que se podía abrir por un sistema hidráulico para desacelerar al avión. El cono del morro también se podía girar 180° para reducir la longitud del avión, una característica importante para los portaaviones británicos que eran de tamaño pequeño.
El Buccaneer presentaba una ala de cola de incidencia variable que podía ser orientada para requisitos específicos de maniobrabilidad o velocidad. A velocidad alta y altitud baja, el Buccaneer no podía abrir con seguridad la bahía de carga por lo que se diseñó que las puertas rotasen hacia el fuselaje, dejando a la vista la carga útil.

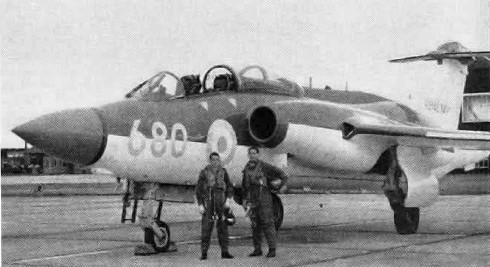
Buccaneer S.1 en 1961.

El primer modelo del Buccaneer, el S.1, estaba impulsado por un par de turborreactores de Havilland Gyron Junior de 31,58 kN de empuje. Este modelo tenía bajo rendimiento y en consecuencia no podía despegar con la carga de combustible y armamento completas. Una solución temporal era retirar la carga y dejar al mínimo el combustible y realizar la salida con un Supermarine Scimitar, que le pasaría la carga y combustible por reabastecimiento en vuelo. No se trataba de una solución ideal ya que la pérdida de un motor durante el despegue podía ser catastrófica y el Gyron Junior tenía una autonomía pobre debido a su alto consumo.

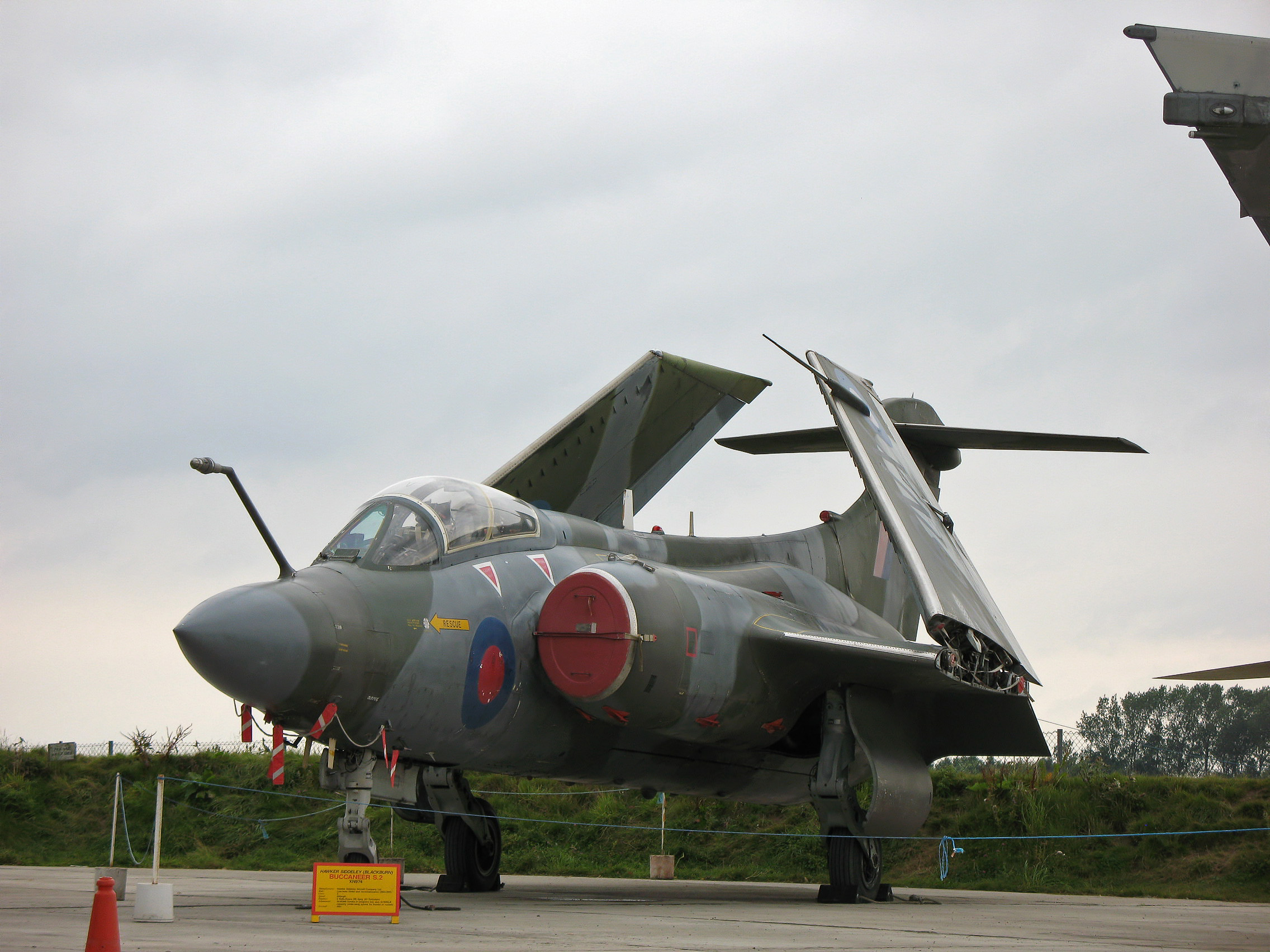
Buccaneer S.2 de la RAF con las alas plegadas.

La solución a largo plazo fue el S.2, equipado con el turbofán Rolls-Royce Spey que proporcionaba un 30% más de empuje y reducía el consumo de combustible. El bastidor del motor tuvo que se ampliado para acomodar al Spey y se necesitó realizar pequeñas modificaciones aerodinámicas en las alas. El modelo 2 reemplazó completamente al primer modelo en noviembre de 1966.
Con la introducción del misil aire-superficie Martel, algunos S.2 fueron convertidos para poder llevarlos en la variante S.2D. El resto de los aviones se convirtieron en S.2C. Se fabricaron 16 unidades para la Fuerza Aérea de Sudáfrica, denominados como S.50, un S.2 con motores de cohete Bristol Siddeley BS.605 para proporcionar un empuje adicional.
Cuando las operaciones con aviones del Arma Aérea de la Flota finalizaron en 1978, 62 de los 84 Buccaneer S.2 fueron transferidos a la RAF con la denominación de S.2A. Se unieron 26 aviones que fueron construidos por el sucesor de Blackburn, Hawker Siddeley, para la RAF y denominados como S.2B. Estos aviones no tenían capacidad naval y estaban equipados con sistemas de comunicación y aviónica de la RAF.

## Variantes

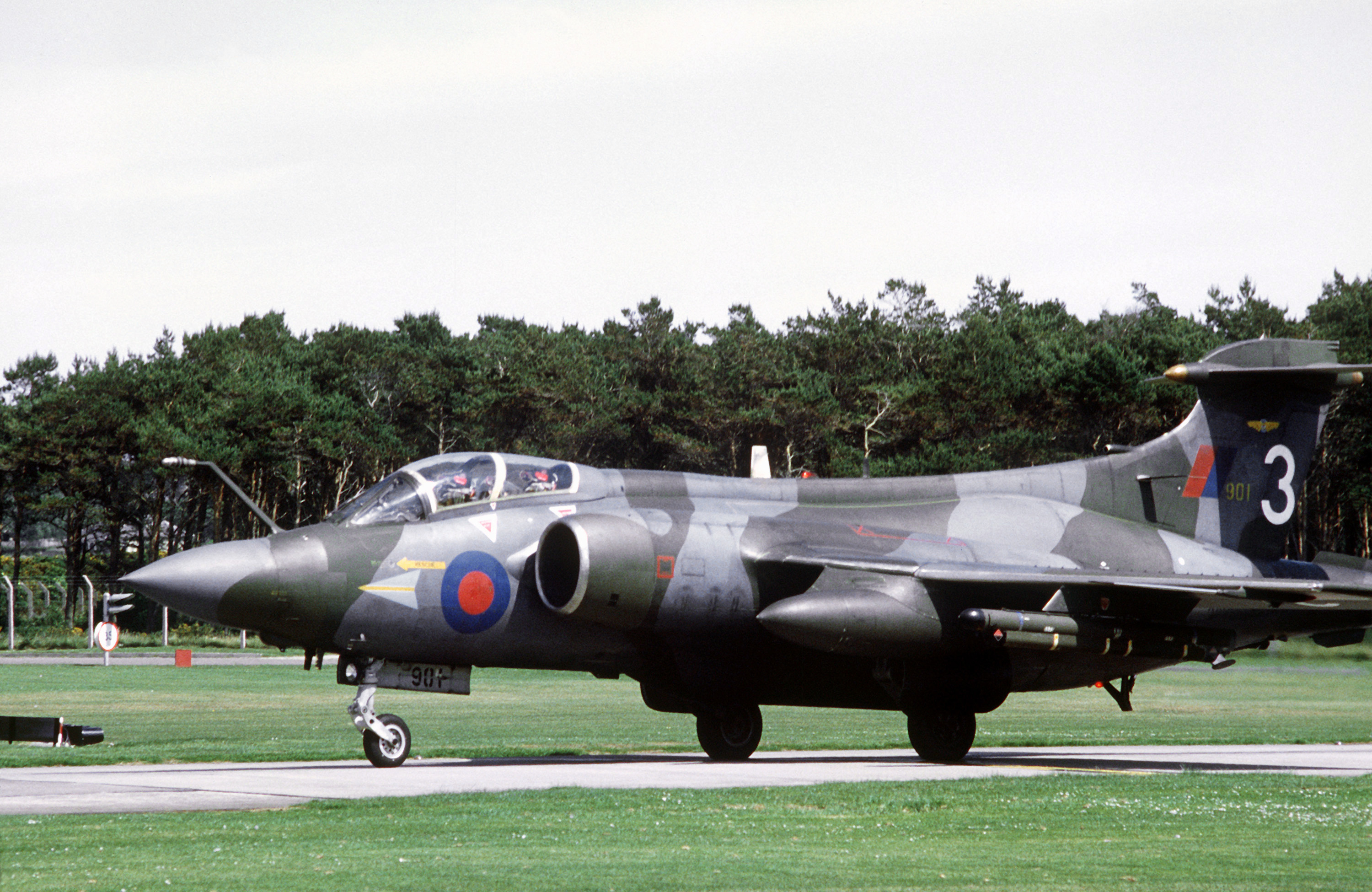
Un Buccaneer S.2B de la RAF en 1981.

Se fabricaron un total de 206 unidades, incluyendo 20 aviones de preproducción.
S.1Versión original, impulsada por dos tuborreactores Gyron Junior. Se fabricaron 40 unidades.
S.2Variante de 1962 con tubofan Rolls-Royce Spey. Se fabricaron 10 por Blackburn Aircraft y 74 por Hawker Siddeley.
S.2AAntiguo avión de la Royal Navy, actualizado para uso de la RAF.
S.2BVariante para la RAF, con capacidad de llevar el misil Martel o misiles antibuques. Se fabricaron 45 unidades entre 1973 y 1977.
S.2CAvión de la Royal Navy convertido al estándar del S.2A.
S.2DAvión de la Royal Navy convertido al estándar del S.2B y con misiles Martel desde 1975.
S.50Variante especial para Sudáfrica basada en el S.2. Se le añadió dos cohetes de etapa única (véase RATO) para la ayuda al despegue.

## Operadores
Reino Unido
- Real Fuerza Aérea Británica
  - 12º Escuadrón
  - 15º Escuadrón
  - 16º Escuadrón
  - 208.º Escuadrón
  - 216.º Escuadrón

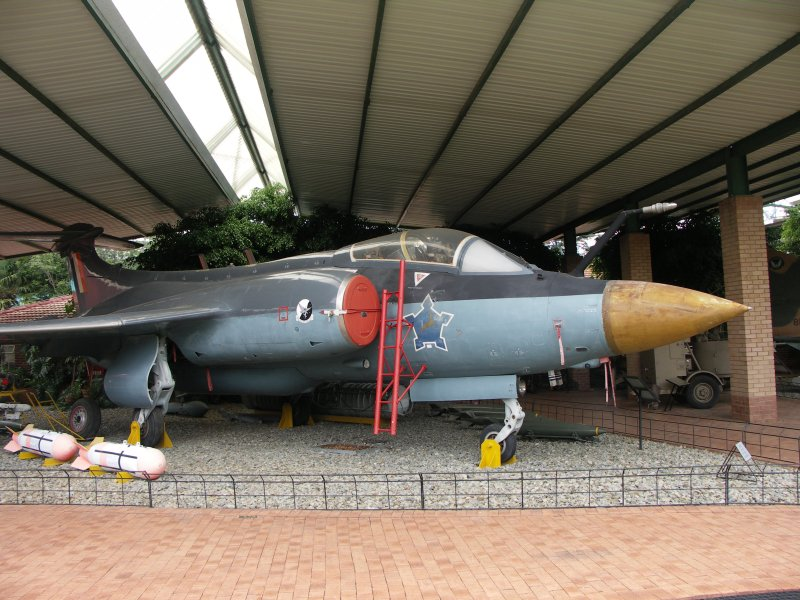
Buccaneer S.50 retirado actualmente expuesto en el Museo Nacional Sudafricano de Historial Militar.

  - 237.ª Unidad de Conversión Operacional
- Marina Real - Arma Aérea de la Flota
  - 700.º Escuadrón Aeronaval (pruebas)
  - 736.º Escuadrón Aeronaval
  - 800.º Escuadrón Aeronaval
  - 801.º Escuadrón Aeronaval
  - 803º Escuadrón Aeronaval
  - 809º Escuadrón Aeronaval

 Sudáfrica
- Fuerza Aérea Sudafricana
  - 24º Escuadrón

## Especificaciones (Buccaneer S.2)
Referencia datos: The Observer's Book of Aircraft

### Características generales
- Tripulación: 2 (piloto y observador)
- Longitud: 19,33 m
- Envergadura: 13,41 m
- Altura: 4,97 m
- Superficie alar: 47,82 m²
- Peso vacío: 14.000 kg
- Peso cargado: 28 000 kg
- Planta motriz: 2× turbofán Rolls-Royce Spey Mk.101.
  - Empuje normal: 49,4 kN (5035 kgf; 11 100 lbf) de empuje cada uno.

### Rendimiento
- Velocidad máxima operativa (Vno): 1074 km/h (667 MPH; 580 kt) a 60 m sobre el nivel del mar
- Alcance: 3700 km (1998 nmi; 2299 mi)
- Techo de vuelo: 12 192 m (40 000 ft)
- Carga alar: 587,6 kg/m²
- Empuje/peso: 0,36

### Armamento
- Puntos de anclaje: 4× pilones subalares y 1 bodega de bombas interna con una capacidad de 5.400 kg, para cargar una combinación de:  
  - Bombas: 

    - Varios tipos de bombas de caída libre
    - Bombas guiadas por láser
    - Bomba nuclear táctica Red Beard o WE.177

  - Cohetes: 4× contenedores Matra con 18× cohetes SNEB de 68 mm cada uno
  - Misiles: 

    - Misiles aire-aire: 2× AIM-9 Sidewinder para autodefensa
    - Misiles aire-superficie: 2× AS-30L, AS-37 Martel o Sea Eagle

  - Otros: 

    - Contenedor de contramedidas electrónicas AN/ALQ-101
    - Contenedor de designación de blancos AN/AVQ-23 Pave Spike
    - Tanques de combustible externos o tanque Buddy de reabastecimiento en vuelo

### Aeronaves similares
- Dassault Étendard IV
- Grumman A-6 Intruder
- LTV A-7 Corsair II
- Sukhoi Su-25